# Our Version of Events
Our Version of Events è l'album di debutto della cantautrice scozzese Emeli Sandé, pubblicato dal 13 febbraio 2012 dalla etichetta Virgin Records.
L'album è stato anticipato dal singolo Heaven uscito nel 2011, ben accolto in Europa e soprattutto nel Regno Unito dove ha scalato le classifiche con un alto posizionamento, mentre nel novembre dello stesso anno pubblica anche un secondo singolo dal titolo Daddy. Il 10 febbraio è stato ufficialmente reso disponibile il terzo singolo tratto dall'album Next to Me, anch'esso ha riscosso un discreto successo in tutta Europa. Il quarto singolo pubblicato è stato My Kind of Love, del quale ha girato il videoclip il 10 e l'11 marzo.
È l'album più venduto del 2012 in Regno Unito e complessivamente in questo Paese ha venduto oltre 2 milioni di copie.

## Descrizione e composizione
L'album viene interamente prodotto da Naughty Boy, Mojam Music, Mike Spencer e Emile Haynie. Tutte le tracce vengono co-scritte dalla Sandé, grazie alla sua lunga esperienza come autrice per altri artisti come Cheryl Cole, Alexandra Burke, Leona Lewis e Tinie Tempah. Inoltre si avvale della partecipazione come produttrice e compositrice nel brano Hope di Alicia Keys, con la quale la cantante britannica stava lavorando per l'album Girl on Fire.
La cantante ha detto che la chiave per una canzone di successo è la semplicità. Ha dichiarato che la caratteristica chiave di una canzone classica era mantenere la "melodia semplice" e avere un "testo efficace". Sandé ha affermato che un'altra caratteristica determinante per un brano è l'uso di "onestà" ed "emozione naturale", aggiungendo inoltre che se lei tentasse di scrivere qualcosa che è "troppo ingegnoso", il processo creativo non funzionerebbe, poiché vi  è bisogno della istantaneità.
Ha spiegato che ci saranno momenti dell'album che sono molto più intimi e molto più riservati ad altri dell'album, ma questi brani si mostrano e spiccano. Sandé ha poi detto che mentre componeva quelle strofe era solo lei e il suo pianoforte, che è stata spogliata, era completamente diversa da quello a cui tutti erano abituati e da tutto ciò che era attualmente in circolazione.

## Tracce
1. Heaven – 4:12 (Emeli Sandé, Shahid Khan, Harry Craze, Hugo Chegwin, Mike Spencer)
2. My Kind of Love – 3:18 (Emeli Sandé, Emile Haynie)
3. Where I Sleep – 2:11 (Emeli Sandé)
4. Mountains – 4:10 (Emeli Sandé, Shahid Khan, James Murray, Mustafa Omer, L. Juby)
5. Clown – 3:41 (Emeli Sandé, Shahid Khan, Grant Mitchell)
6. Daddy (feat. Naughty Boy) – 3:08 (Emeli Sandé, Shahid Khan, Murray, Omer, Mitchell)
7. Maybe – 3:47 (Emeli Sandé, Paul Herman, Ash Millard)
8. Suitcase – 3:06 (Emeli Sandé, Shahid Khan, Ben Harrison)
9. Breaking the Law – 2:55 (Emeli Sandé, Shahid Khan, Harrison)
10. Next to Me – 3:16 (Emeli Sandé, Craze, Chegwin)
11. River – 4:39 (Emeli Sandé, Shahid Khan)
12. Lifetime – 2:53 (Emeli Sandé, Shahid Khan)
13. Hope – 2:58 (Emeli Sandé, Alicia Keys)
14. Read All About It – 4:42 (Stephen Manderson, Iain James, Tom Barnes, Ben Kohn, Pete Kelleher, Emeli Sandé)

Tracce bonus nell'edizione iTunes
1. Tiger – 2:58 (Emeli Sandé, Shahid Khan)
2. Heaven – 4:14 – (music video)
3. Daddy (feat. Naughty Boy) – 3:20 – (music video)
4. Where I Sleep – 2:58 – (Live from Air Edel) (video)
5. Her Version of Events – 11:35 – (video)

## Date di pubblicazione
| Paese       | Data             | Formato         | Etichetta   |
| ----------- | ---------------- | --------------- | ----------- |
| Regno Unito | 13 febbraio 2012 | Standard        | Virgin, EMI |
| Spagna      | 14 febbraio 2012 | Standard        | EMI         |
| Germania    | 9 marzo 2012     | Standard        | EMI         |
| Stati Uniti | 5 giugno 2012    | Standard        | Capitol     |
| Regno Unito | 22 ottobre 2012  | Special edition | Virgin, EMI |